# 上瀬谷通信施設

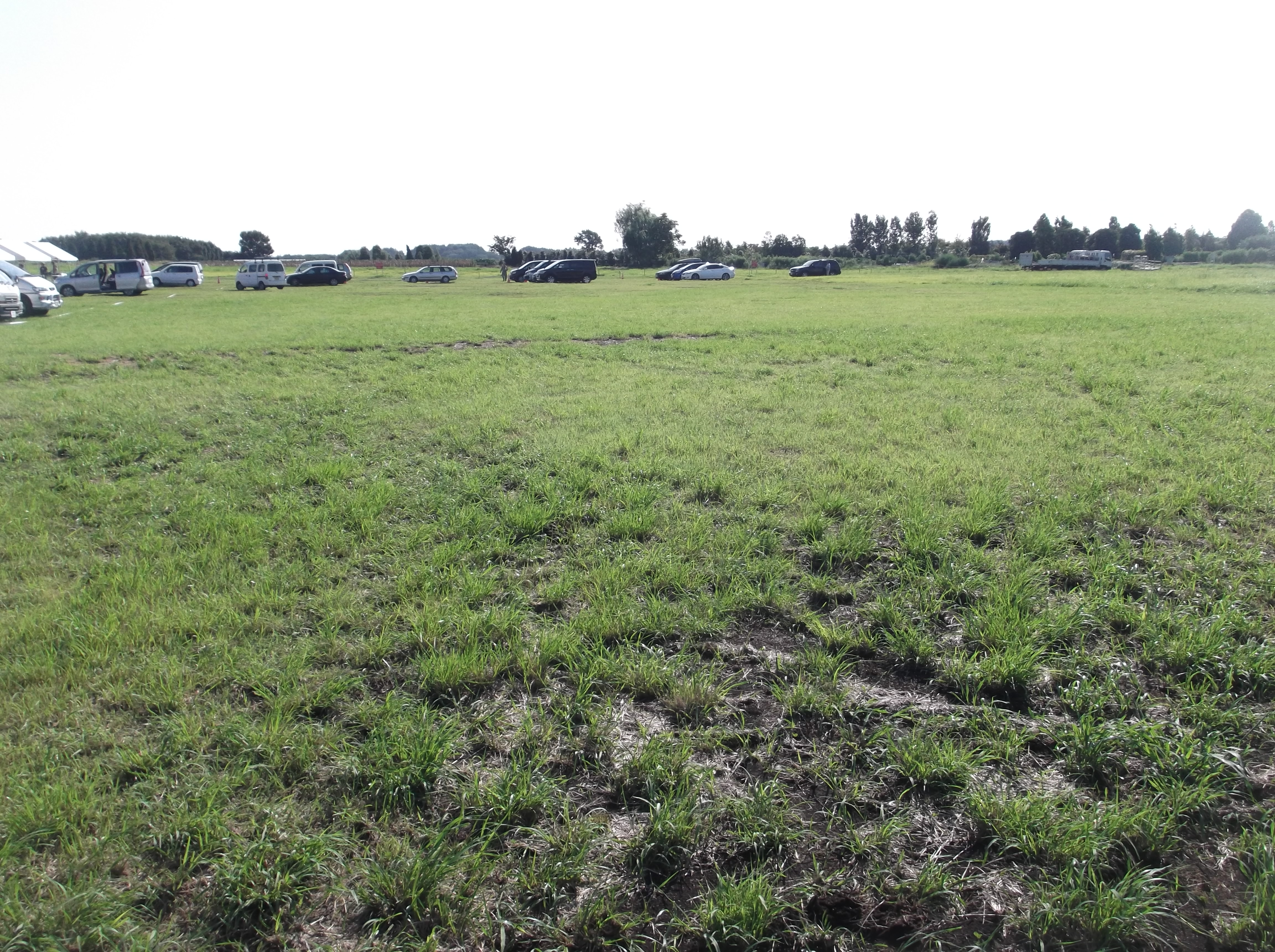
上瀬谷通信施設の海軍広場、2011年11月8日の防災訓練で撮影

上瀬谷通信施設（かみせやつうしんしせつ）は神奈川県横浜市旭区上川井町と瀬谷区北町・瀬谷町に所在した在日アメリカ海軍基地（面積：2,422,396m2）。旧日本海軍の基地を第二次世界大戦後に接収して運用していたもので、2015年6月30日に施設を含めた土地全体が日本へ返還された。

## 接収と囲障区域外の利用許可

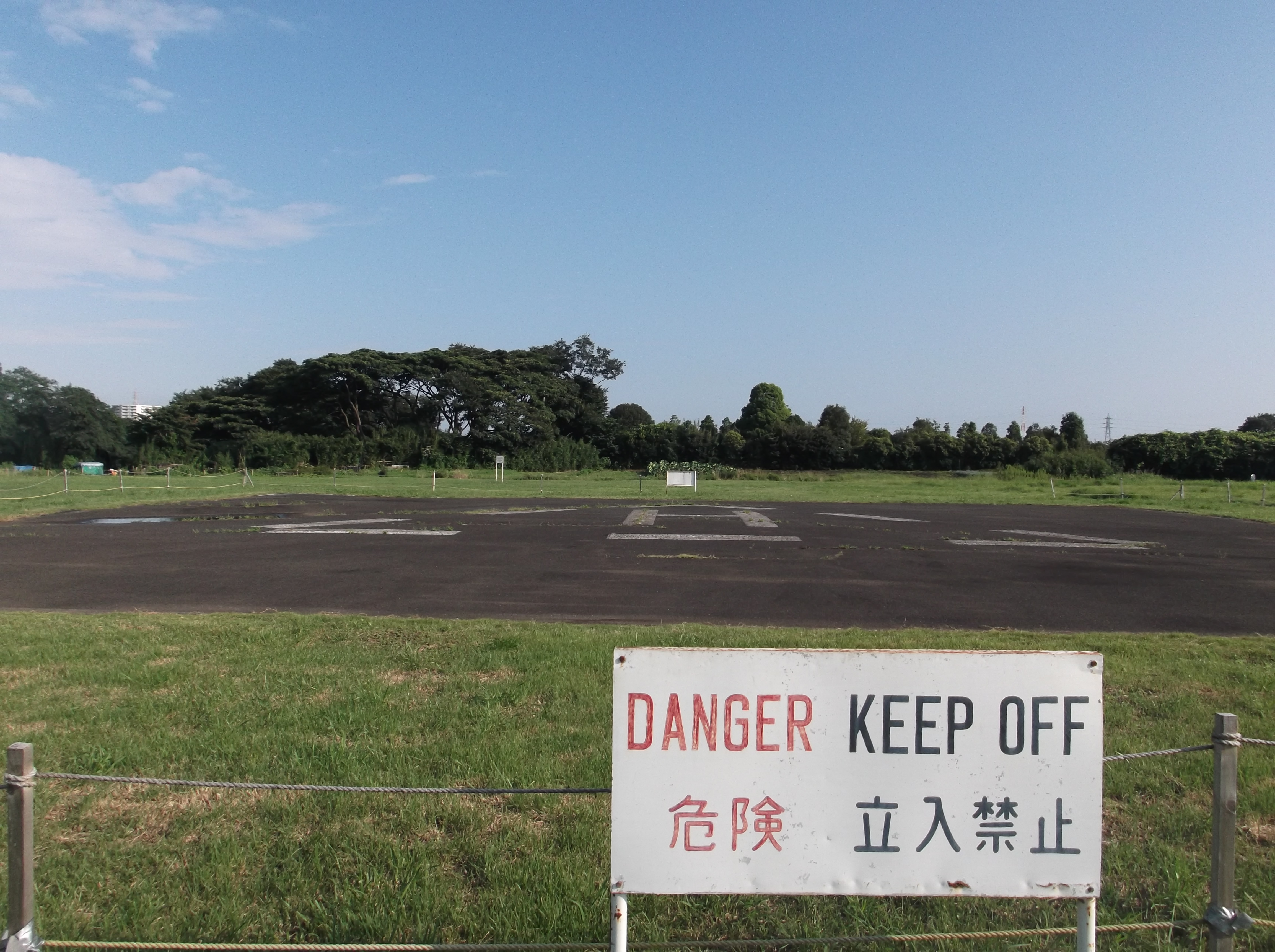
上瀬谷通信施設の海軍広場のヘリポート、2011年11月8日の防災訓練で撮影

旧日本海軍の倉庫施設として使用されていたものが、太平洋戦争の終戦により米軍に接収され通信基地となった。いったん接収解除されるも1951年に再接収された。返還時には部隊は常駐しておらず、在日米海軍厚木航空施設司令部の管理下となっていた。

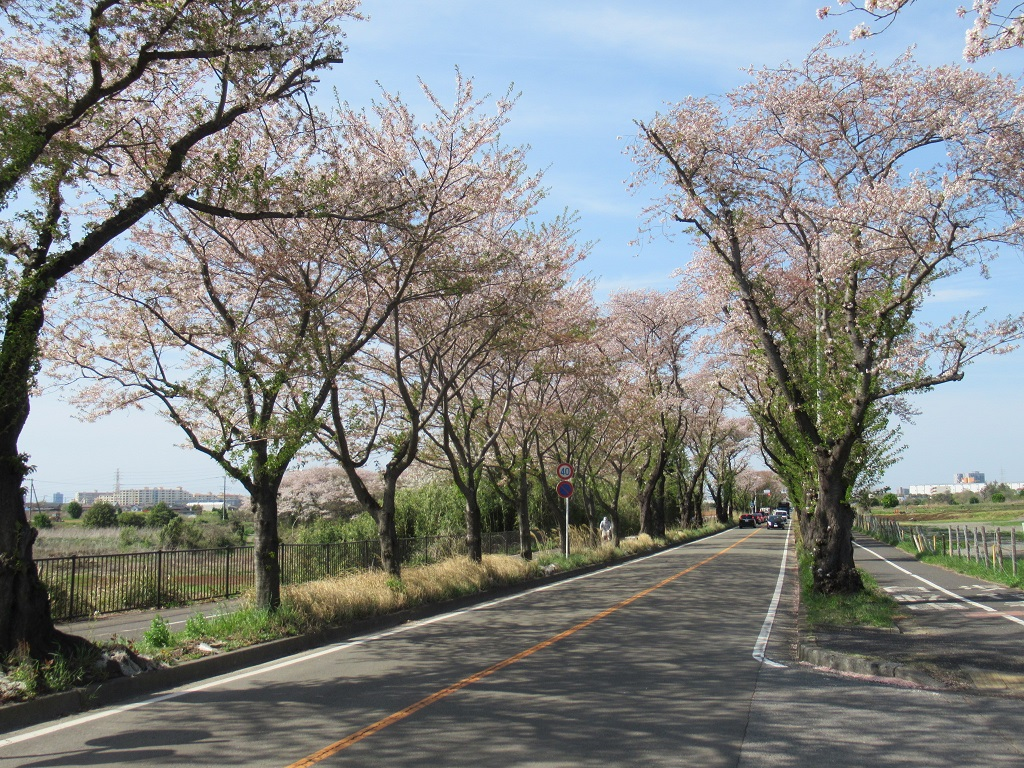
海軍道路の桜並木（2024年）

フェンス等で囲まれて事務所などが位置する囲障区域は立入禁止区域となっていたが、囲障区域外は農耕や野球場等の使用が認められているほか環状4号線（通称「海軍道路」）が通過して一般の通行が認められていた。海軍道路沿いは桜が多く植栽されて花見スポットとしても知られ、毎年4月の第1週目の土曜日に施設内の海軍広場で「日米親善桜祭り」が開催された。
瀬谷区の15パーセント (％) 近くの面積を占めていたことや本施設が海外からの微弱電波を受信する目的であったことから、同区の北半分は米軍から「電波障害防止地域」に指定されて1995年3月まで建物の高さ規制などが課され、瀬谷区の開発が遅れた。

## 基地概要

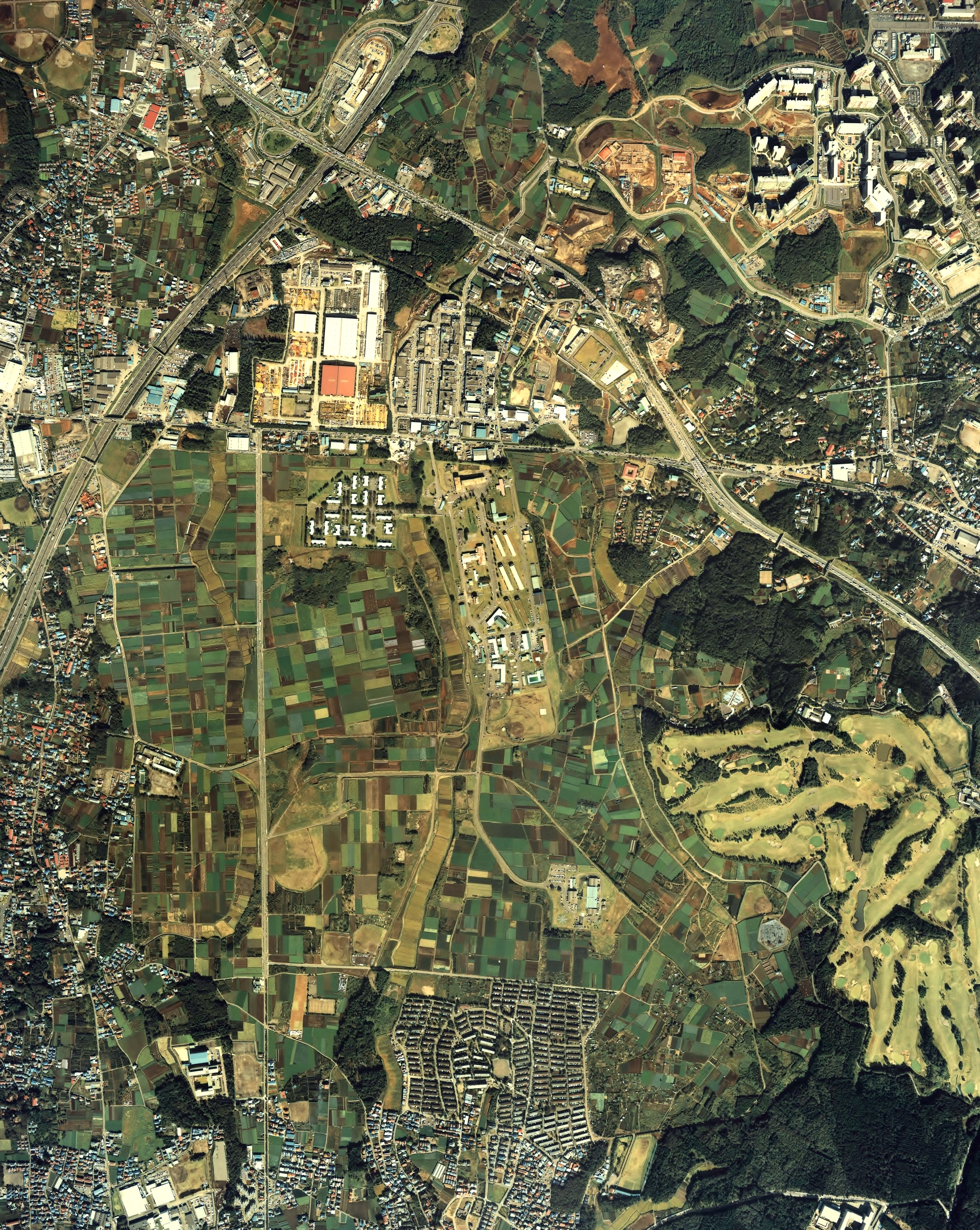
上瀬谷通信施設周辺の空中写真。画像上方に東名高速道路の横浜町田インターチェンジ、左上から右側中央にかけて斜めに走る道路は国道16号・保土ヶ谷バイパス、通信施設敷地中央を南北に走る直線道路が通称「海軍道路」である。
1983年撮影の6枚を合成作成。。

- 市町村別面積比率：国有地 45.2%、市有地9.4%、民有地45.4%
- 管理部隊：厚木航空施設司令部
- 施設番号：FAC 3096

当施設は、アメリカ国家安全保障局 (NSA) の電波受信の施設であったが、返還時は電波受信施設として使用されていなかった。周辺に設定されていた「電波障害防止地域」も1995年4月1日に解除されている。電波送信は横浜市泉区の深谷通信所で行われていた。
かつては海軍保安群司令部 (NSGC) 隷下の海軍保安群上瀬谷 (NSGA Kamiseya) が中心となり、NSAの指揮下で電波傍受・暗号解読・分析・通信保全などが行われていたが、1973年（昭和48年）に大部分が三沢飛行場（青森県）の姉沼通信所（通称・セキュリティ・ヒル）に移駐した（海軍保安群三沢／NSGA Misawaとして活動）。残った部隊は海軍保安群上瀬谷分遣隊 (NSG Det. Kamiseya) となり、那覇海軍航空施設 (NAF Naha) から移駐した第7艦隊 (7FLT) 隷下の第72、第57タスクフォース (CTF72, CTF57) や第1哨戒偵察航空団司令部 (CPRW-1) とともに引き続き施設を運用。1980年代に艦隊海洋監視情報施設 (FOSIF) や統合情報司令部太平洋分遣隊 (JICPACDET) など重要組織も配置さたが、冷戦終結で大部分が他の施設へ移駐し、1995年（平成7年）に海軍通信施設 (NAVCOMMFAC) に所属する「海軍無線受信施設上瀬谷 (NRRF Kamiseya)」としての運用から、厚木航空施設司令部が管理する「海軍支援施設上瀬谷 (NSF Kamiseya)」となる。2003年（平成15年）には第1哨戒偵察航空団司令部の三沢飛行場移駐が発表され、施設警備を担当した海兵隊 (Marine Barracks Det. Kamiseya) も撤退して2015年6月の返還時は無人であった。
米軍に接収されたあと、当時相模鉄道瀬谷駅から当施設への引込線（現在の海軍道路）脇には平和への祈りを込めてソメイヨシノが植えられた。海軍道路は昭和40年代頃まで北門、南門の門柱が残されていた。

## 沿革
- 1945年8月：終戦により旧日本海軍横須賀海軍資材集結所であった当所を米軍が接収する。
- 1947年10月16日：接収解除
- 1951年3月15日：米海軍により再接収。
- 1965年9月24日：基地内で火災事故発生。12人が死亡[6]。
- 1977年3月20日：施設内の国有農地が一部耕作者へ売り渡される。
- 1977年4月1日：海軍道路（横浜市主要地方道18号環状4号線）用地が横浜市と米軍による共同使用となる。
- 2003年10月：当施設にあった「司令部」が青森県の三沢飛行場へ移転。
- 2004年10月18日：日米合同委員会で日本への返還の方針が合意された[7]。
- 2015年6月30日：当施設を含めた土地全体が日本へ返還された[1]。

## 火災事故
1965年9月24日、敷地内で火災が発生。木造モルタル造りの受信所一棟とカマボコ型兵舎一棟、約1000平方メートルが焼失し、12人の米軍人が死亡した。死者が出た直接の原因は施錠された出口から脱出することが困難だったためで、ほとんどの者は煙に巻かれて死亡した。公式な調査で火災の原因は漏電であったことが判明している。しかし数人の目撃者の証言では、当時設置されたばかりの焼却炉の通気壁が不適切だったことが火災の原因になったと指摘されている。
火災発生時に日本の消防も駆けつけたが、火災が発生したのが米軍基地内のため消火作業を行うことができなかった。

## アメリカ国家安全保障局との関係
上瀬谷通信施設は、アメリカ国家安全保障局（NSA）の歴史を語るうえで欠かせない場所となっている。それは、以下の事件の舞台となったためである。
1960年9月に、上瀬谷通信施設に勤務していた同性愛者のNSA職員2人が、ソ連に亡命をした。当時のアメリカでは同性愛は社会的に認められておらず、迫害を恐れたためであった。その際2人が記者会見を行い、それまでアメリカ政府が公式には認めていなかったNSAの存在を明らかにし、ソ連当局にも告白したため、アメリカ政府はNSAの存在を公式に認めざるを得なくなった。この事件以降、同様の事件を防ぐためにNSA内部では、アメリカの社会に先駆けて、いくつかの条件の下に同性愛者を許容することとなった。

## 跡地における計画

### 国際園芸博覧会
横浜市では跡地において農地利用の他、2027年の国際園芸博覧会（花博、A1認定）を誘致し、同年3月 - 9月の6か月間開催することが決定している。花博開催後にはテーマパーク等集客施設の開発（後節参照）や交通インフラの整備なども検討されている。

#### 新交通システムの整備
横浜市は「国際園芸博覧会（花博）」を2027年に開催した後、テーマパーク等集客施設の開発を行う方針としていて、そのアクセス手段として新交通システム (AGT) 「仮称：上瀬谷ライン」の建設を検討していた。
2020年1月10日付の朝日新聞の記事で、横浜市が相鉄本線・瀬谷駅との間、およそ2 - 3kmに新交通システム (AGT) を敷設し、運行主体を横浜シーサイドライン（市の第三セクター）に行わせる構想が報じられた。このアクセス鉄道は横浜環状鉄道（シティループ）の一部ではなく、1993年（平成5年）に横浜市が策定した総合計画「ゆめはま2010プラン」の交通政策の中で郊外部連絡線（シャトルライン）として構想されたものを踏襲しており、前述の記事では同月中に環境アセスメントに入ると報じられている。
横浜市議会議員佐藤茂の政策報告によれば、将来的には上瀬谷から北に延伸し、若葉台を経由しJR・東急長津田駅もしくは、JR十日市場駅に至るルートも構想し横浜市西部開発地区の交通網の整備を推進することも見込まれた。
横浜市は同年1月24日に環境影響評価条例に基づく計画段階配慮書の縦覧を開始した。同配慮書によると新設される公共交通機関は中量軌道輸送システムのうち、新交通システム (AGT) や都市モノレール、LRT（次世代型路面電車）などを比較検討して今後決定するとしていたが同年6月までにはAGT方式に決定、瀬谷駅から上瀬谷、その先の車両基地（約5ha）まで約2.8kmに2駅（仮称：瀬谷駅および上瀬谷駅）の設置を検討しており、2022年度の事業着手（完成まで5年ほどを見込む）を目指すとしていた。しかし、後節のテーマパーク構想が定まらない中で2021年11月には事業参画を要請されていた横浜シーサイドラインが現時点で参画しない意向を示し、同年12月10日、市長の山中竹春が花博までの整備・開業を断念することを表明した。
代替の新交通として2024年2月、瀬谷駅周辺から上瀬谷付近まで専用の地下トンネルを整備（前述の上瀬谷ラインの計画を踏襲）し、隊列走行の連節バス（将来的には自動運転技術の導入も目指す）による輸送システムを導入（供用開始の目標時期は2030年代前半）する計画が横浜市により公表された。連節バス導入は、環状4号線を活用して前述の十日市場駅方面や立場駅方面などの交通を図り、市西部地域の交通ネットワークの充実も考慮する。

### テーマパーク構想
2020年7月に、相鉄ホールディングスと民間地権者、横浜市が連携して大型テーマパークを建設する構想が報道された。2020年9月に、当初報じられていたアメリカの映画会社と共同運営構想は同年春の時点ですでに白紙となっており、その後は別の会社とテーマパーク運営に関する交渉を進めていることが神奈川新聞により報じられた。別の複数の事業者と検討を続けていたが、大型テーマパークの構想は暗礁に乗り上げているという報道もある。相鉄はテーマパーク開発を断念し、三菱地所が引き継ぎを調整していることが2021年5月から6月にかけて複数の報道機関が報じた。
2022年5月に三菱地所と地権者ら（まちづくり協議会）が、アニメやゲーム、動画などの国内コンテンツや国内の最先端技術を取り入れた「次世代型テーマパーク」と自然のエネルギーを感じられる体験や食、宿泊施設といった「自然を生かしたテーマパーク」という二つの方向性を市に提案していることが明らかとなった。横浜市は「観光・賑わい地区」におけるテーマパークを核とした土地利用について、実現可能性の確認や条件整理などを目的とした民間事業者へのサウンディング調査（対話）も同年8月に実施している。
2023年9月14日に横浜市は、事業予定者を三菱地所に決定した。三菱地所は「KAMISEYA PARK（仮称）」としてテーマパークや商業施設などを整備し、国際園芸博覧会「GREEN×EXPO 2027」開催後の2028年頃に基本計画協定を締結して工事に着手し、2031年頃の開業を目指す。
2024年3月に三菱地所は、相鉄ホールディングス、東急、東急不動産、三菱倉庫の5社で企業連合を設立したことを発表した。相鉄は企業連合として再度開発に参加する。